# This Heat (album)
This Heat è l'album di debutto del gruppo inglese This Heat.

## Tracce
1. Testcard – 0:47
2. Horizontal Hold – 6:56
3. Not Waving – 7:26
4. Water – 3:10
5. Twilight Furniture – 5:06
6. 24 Track Loop – 5:57
7. Diet of Worms – 3:09
8. Music Like Escaping Gas – 3:40
9. Rainforest – 2:55
10. The Fall of Saigon – 5:10
11. Testcard – 4:09

## Formazione
- Charles Bullen – voce, chitarra, clarinetto, batteria, e nastri.
- Charles Hayward – voce, batteria, tastiere, chitarra, basso, e nastri.
- Gareth Williams – voce, basso, tastiere, e nastri.